# Molly Engstrom
Pour les articles homonymes, voir Engstrom.
Molly Engstrom (née le 1er mars 1983 à Siren dans l'État du Wisconsin) est une joueuse américaine de hockey sur glace évoluant dans la ligue élite féminine en tant que défenseure. Elle a remporté deux titres olympiques, une médaille de bronze aux Jeux olympiques de Turin en 2006 et une Médaille d'argent aux Jeux olympiques de Vancouver en 2010 Elle a également représenté les États-Unis dans 6 championnats du monde, remportant 4 médailles d'or et 2 médailles d'argent.
Elle a auparavant joué pour le Thunder de Brampton et les Blades de Boston avec qui elle a remporté la Coupe Clarkson respectivement en 2008 et en 2013. Elle est également championne de la ligue suédoise en 2017. 

## Carrière

### Carrière internationale
Avec l'équipe des États-Unis de hockey sur glace féminin, elle remporte le Championnat du monde 2005 et obtient la médaille de bronze olympique aux Jeux olympiques d'hiver de 2006 à Turin puis la médaille d'argent aux Jeux olympiques d'hiver de 2010 à Vancouver. 

## Statistiques

### En club
| Saison      | Équipe               | Ligue       |     | Saison régulière | Saison régulière | Saison régulière | Saison régulière | Saison régulière |   | Séries éliminatoires | Séries éliminatoires | Séries éliminatoires | Séries éliminatoires | Séries éliminatoires |
| Saison      | Équipe               | Ligue       | PJ  | B                | A                | Pts              | Pun              | PJ               | B | A                    | Pts                  | Pun                  |                      |                      |
| 2001-2002   | Badgers du Wisconsin | NCAA        | 35  | 6                | 9                | 15               | 18               |                  |   |                      |                      |                      |                      |                      |
| 2002-2003   | Badgers du Wisconsin | NCAA        | 33  | 4                | 10               | 14               | 32               |                  |   |                      |                      |                      |                      |                      |
| 2003-2004   | Badgers du Wisconsin | NCAA        | 34  | 5                | 19               | 24               | 20               |                  |   |                      |                      |                      |                      |                      |
| 2004-2005   | Badgers du Wisconsin | NCAA        | 38  | 13               | 19               | 32               | 38               |                  |   |                      |                      |                      |                      |                      |
| 2007-2008   | Thunder de Brampton  | LCHF        | 28  | 9                | 11               | 20               | 32               | -                | - | -                    | -                    | -                    |                      |                      |
| 2010-2011   | Thunder de Brampton  | LCHF        | 28  | 2                | 20               | 22               | 16               | 3                | 0 | 1                    | 1                    | 6                    |                      |                      |
| 2011-2012   | Thunder de Brampton  | LCHF        | 27  | 4                | 23               | 27               | 22               | 4                | 1 | 1                    | 2                    | 4                    |                      |                      |
| 2012-2013   | Blades de Boston     | LCHF        | 8   | 1                | 2                | 3                | 6                | -                | - | -                    | -                    | -                    |                      |                      |
| 2015-2016   | Whale du Connecticut | LNHF        | 15  | 3                | 2                | 5                | 21               | 3                | 0 | 0                    | 0                    | 2                    |                      |                      |
| 2016-2017   | Whale du Connecticut | LNHF        | 10  | 1                | 2                | 3                | 4                | -                | - | -                    | -                    | -                    |                      |                      |
| 2016-2017   | IF Djurgårdens       | SDHL        | 13  | 2                | 1                | 3                | 16               | 7                | 0 | 2                    | 2                    | 6                    |                      |                      |
| 2017-2018   | IF Djurgårdens       | SDHL        | 35  | 3                | 10               | 13               | 14               | 4                | 0 | 1                    | 1                    | 2                    |                      |                      |
| Totaux NCAA | Totaux NCAA          | Totaux NCAA | 140 | 28               | 57               | 85               | 108              | -                | - | -                    | -                    | -                    |                      |                      |
| Totaux LCHF | Totaux LCHF          | Totaux LCHF | 91  | 16               | 56               | 72               | 76               | 7                | 1 | 2                    | 3                    | 10                   |                      |                      |

### En équipe nationale
| Année | Équipe     | Compétition          |   | PJ | B | A | Pts | Pun                |  | Résultat |
| 2004  | États-Unis | Championnat du monde | 5 | 0  | 3 | 3 | 0   | Médaille d'argent  |  |          |
| 2005  | États-Unis | Championnat du monde | 5 | 1  | 1 | 2 | 4   | Médaille d'or      |  |          |
| 2006  | États-Unis | Jeux olympiques      | 4 | 0  | 0 | 0 | 6   | Médaille de bronze |  |          |
| 2007  | États-Unis | Championnat du monde | 5 | 2  | 3 | 5 | 4   | Médaille d'argent  |  |          |
| 2008  | États-Unis | Championnat du monde | 4 | 1  | 1 | 2 | 2   | Médaille d'or      |  |          |
| 2009  | États-Unis | Championnat du monde | 5 | 0  | 1 | 1 | 8   | Médaille d'or      |  |          |
| 2010  | États-Unis | Jeux olympiques      | 5 | 3  | 4 | 7 | 6   | Médaille d'argent  |  |          |
| 2011  | États-Unis | Championnat du monde | 5 | 0  | 2 | 2 | 4   | Médaille d'or      |  |          |